# Oberführer
Oberführer var en paramilitær grad i Schutzstaffel (SS) og Sturmabteilung (SA). Indehavere af graden var normalt kommandant for en gruppe paramilitære enheder indenfor et bestemt geografisk område.
Graden blev indført i SA i 1921, først som en titel, men fra 1925 også som grad. I SS blev den indført i 1925 og givet til kommandanten for et SS-Gau. I 1930 blev SS reorganiseret i grupper og brigader, og den højere grad Brigadeführer blev indført.
Inden 1932 var Oberführer blevet den første generalstabsgrad i både SS og SA. Insignierne var to egeløv. I 1938 blev gradens plads i SS-systemet ændret, da SS-Verfügungstruppe, senere Waffen-SS, opstod. Den blev senere sidestillet med graden Oberst i Wehrmacht.
Blandt kendte personer, som havde denne grad, var Julian Scherner, SS- og politichef i Warszawa, og Emil Maurice, Hitlers chauffør og en af grundlæggerne af SA. 
Ligeledes havde den østrigske Humbert Achamer-Pifrader graden. Han var kendt for bl.a. at være den Gestapo/SS-officer, der forsøgte at arrestere oberst Claus Graf von Stauffenberg i Bendlerblock den 20. juli 1944, men han blev selv anholdt af nogle officerer, der deltog i attentatet.